# Mugil galapagensis
Mugil galapagensis is een straalvinnige vissensoort uit de familie van harders (Mugilidae). De wetenschappelijke naam van de soort is voor het eerst geldig gepubliceerd in 1961 door Ebeling.